# Teateråret 1915

## Årets uppsättningar

### Februari
- 25 februari – Étienne Rey, Gaston de Caillavet och Robert de Flers pjäs Äventyret (La belle aventure) har svensk premiär på Dramaten i Stockholm.[1]

### Mars
- 31 mars – Heinrich Stobitzer och Richard Kesslers pjäs Två man om en änka (Der Regimentspapa) med musik av Victor Hollaender, har svensk premiär på Vasateatern i Stockholm.[2]

### Juni
- 23 juni – John Bauers pjäs Mats och Petter och prinsessan har urpremiär på Skansens friluftsteater i Stockholm.[3]

### Augusti
- 21 augusti – Anna Wahlenbergs pjäs En mesallians har urpremiär på Nya teatern i Göteborg.[4]
- 31 augusti – August Strindbergs pjäs Debet och kredit har Sverigepremiär på Dramaten i Stockholm.[5]

### Oktober
- 9 oktober – Oscar Wennerstens lustspel Bröllopet på Solö sätts upp på Södra Teatern i Stockholm.[6] Urpremiären var på Folkets hus teater 1909.
- 30 oktober – Palle Rosenkrantz pjäs Mästerkatten i stöflarne har svensk premiär på Svenska Teatern i Stockholm.[7]

### Okänt datum
- August Strindbergs pjäs Advent har urpremiär på Kammerspiele i München.[8]
- Emmerich Kálmáns operett Csardasfurstinnan med libretto av Leo Stein och Béla Jenbach uruppförs i Wien.

## Födda

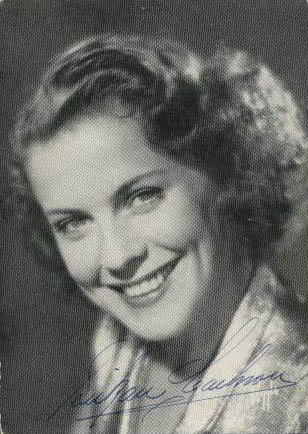
Sickan Carlsson 1940

- 14 januari – Irma Christenson, svensk skådespelare.
- 31 januari – Willy Peters, svensk skådespelare och regissör.
- 24 mars – Jack Fjeldstad, norsk skådespelare och regissör.
- 6 maj – Orson Welles, amerikansk skådespelare och regissör.
- 28 juni – Olav Gerthel, svensk operasångare, viskompositör och skådespelare.
- 12 augusti – Sickan Carlsson, svensk sångerska och skådespelare.
- 15 augusti – Signe Hasso, svensk skådespelare.
- 18 augusti – Olle Sivall, svensk operasångare.
- 29 augusti – Ingrid Bergman, svensk skådespelare.
- 10 september – Hasse Ekman, svensk regissör, manusförfattare och skådespelare.
- 17 oktober – Arthur Miller, amerikansk författare och dramatiker.
- 9 december – Elisabeth Schwarzkopf, tysk operasångare.
- 13 december – Peter Lindgren, svensk skådespelare.

## Avlidna
- 2 januari – Bertha Tammelin, 78, svensk skådespelare, operasångare och tonsättare.
- 17 januari – Ida Aalberg, 57, finländsk skådespelare.
- 5 februari – Didi Heiberg, 51, norsk skådespelare.
- 7 juli – Emil Grandinson, 51, svensk regissör.
- 30 augusti – Lucke Lund, 54, svensk skådespelare och operettsångare.
- 16 oktober – August Warberg, 73, svensk skådespelare, regissör och teaterchef.
- 31 december – Tommaso Salvini, 86, italiensk skådespelare.